# アッバス・サード
アッバス・サード（アラビア語: عباس سعد、英語: Abbas Saad、1967年12月1日 - ）は、オーストラリアとレバノンの元サッカー選手、サッカー指導者。元オーストラリア代表。選手時代のポジションは攻撃的MF。

## クラブ歴

### デビューからマレーシアまで
1985年にシドニー・シティFCでサッカー選手となった。その翌年、シドニー・オリンピックFCに移籍し1990年まで在籍した。1990年にはオーストラリアン・ナショナルサッカーリーグの決勝戦でマルコーニ・スタリオンズFCを2-0で下し、MoMに選出された彼はジョー・マーストン・メダルを戴いた。
同年にはシンガポールFAに移籍し、マレーシア・スーパーリーグに参戦した。翌1991年にはジョホールFAに移籍し、マレーシアカップを制覇した。そして、1993年に再びシンガポールFAに移籍し、1994年にはシンガポールFAでもマレーシアカップを制覇した。マレーシアカップの制覇ではどちらのチームにおいても重要な役割を果たした。1994年のマレーシアカップの決勝戦では特に活躍し、パハンFA相手にハットトリックを達成、4-0としチームの優勝に貢献した。

### 八百長疑惑
しかし、この名声の直後に八百長疑惑によってシンガポールに罰せられた。その一方で彼は常に潔白を主張し続けている。彼はシンガポールFAのトライアルを受けている時に、チームメイトのミハル・ヴァニャからの接触を受けた、これは彼も認めているところである。ミハルは1994シーズンの試合の結果で賭博をしており、サードに数試合での勝利への助力を請うた。しかしサードの主張するには、彼はその八百長を断り、自身の仕事として出来る限り多くの得点を取って勝利するように努めると言ったのみである。ヴァニャの要請した内容やどこと賭けをしていたのかについてサードは述べておらず、トライアル中にその賭けを止めるように言ったのみだという。
1995年6月、シンガポールの法廷は彼を八百長で5万シンガポール・ドルの罰金刑とした。また、国際サッカー連盟は彼に対して全世界でのサッカーの禁止処分を下した。
サードはその後も八百長に関しての潔白を主張し続け、単にヴァニャが賭博をしている事を知っていたのみで一切関与していないと言っている。2009年のインタビューでは、「彼は私に近付いてきて言ったんだ、「君は得点を取るか？」と。そして答えた、「勿論得点は取る、ストライカーだからね」と。だから論諍は文脈から外れているんだ。金は受け取っていないし、他にも何にも受け取っていない。どうやって彼らが問題を拵えたのか知らないが、それは思うに技術的な物なんじゃないか。私は弁護士じゃないけどね。」とサードは述べている。

### 復帰
彼は懲罰期間が終わった後、オーストラリアン・ナショナルサッカーリーグに復帰した。シドニー・オリンピックFCに1996年から1997年にかけ在籍したあと、シドニー・ユナイテッド58FCに1997年から1999年にかけ在籍し、ノーザン・スピリットFCに1999-00シーズンに在籍した。
その後、2000年にカンタベリー・マリックヴィルFCに移籍し、2001年にフレーザー・パークFCに移籍。2002年にはオーバーン・ユナイテッドFC、セント・ジョージFC、2003年にベルモア・ヘラクレスFCと国内チームを渡り歩いた後、2004年にアル・サッドでキャリアを終えた。

## 代表歴
レバノンで生まれたが、小さい時に家族でオーストラリアに移住した。FCトルペド・モスクワとの親善試合で代表初出場を果たした。キャップとなったのはその2年後のマレーシア代表戦であった。その後6年間代表に招集される事は無かったが、テリー・ヴェナブルズの下、1998年に3試合出場を果たした。6回出場し、4試合のキャップとなった。

## 監督歴
ニュー・サウス・ウェールズ・プレミアリーグのペンリス・ネペアン・ユナイテッドFCの監督を務め、2009年にはシドニー・オリンピックFCのテクニカル・ユース監督に昇進した・その後、オーストラリア聾者サッカーチームの監督を務めた。また、マレーシア・クアラルンプールのガーデン・インターナショナルスクールのGISアカデミーの監督も務めた。このチームはISACディヴィジョン2の最終戦でライバルのKLASSに敗れた。
八百長疑惑で処された後、シンガポールサッカー協会から一生涯のサッカー活動禁止処分を受けていたが、2009年に解除され、現在ではシンガポールでのサッカー活動が出来るようになっている。

## メディア
シンガポールでの活動停止は2009年3月に解除されるまで14年間続いた。2009年8月にはESPN STARスポーツとシンガポール・テレコムのUEFAチャンピオンズリーグで解説を務め、「シンガポールのベッカム」とも称される人気を獲得した。また、プレミアリーグの放送やFourFourTwo、アストロでレギュラーを務めている。